# Tserkvas in legno della regione dei Carpazi in Polonia e Ucraina
Le Tserkvas in legno della regione dei Carpazi in Polonia e Ucraina (in polacco: Drewniane cerkwie regionu karpackiego w Polsce i na Ukrainie, in ucraino: Дерев'яні церкви карпатського регіону Польщі і України) sono una serie di chiese ortodosse (di cui alcune cattoliche di rito orientale) situate tra Polonia e Ucraina, iscritte alla lista del Patrimonio dell'Umanità nel 2013.

## Distribuzione
Le tserkvas facenti parte dell'insieme sono 16 in totale, si trovano tutte nell'area della catena montuosa dei Carpazi ai margini orientali dell'Europa Centrale; 8 di esse si trovano nel sud-est della Polonia mentre le altre 8 sono situate nell'ovest dell'Ucraina. 

### Tserkvas polacche
• Brunary Wyżne-Cerkva di San Michele Arcangelo
• Powroźnik-Cerkva di San Giacomo il Minore
• Kwiatoń-Cerkva di Santa Parascheva
• Owczary-Cerkva della Protezione di Nostra Signora
• Chotyniec-Cerkva della Nascita della Beata Vergine Maria
• Radruż-Cerkva di Santa Parascheva
• Turzańsk-Cerkva di San Michele Arcangelo
• Smolnik-Cerkva di San Michele Arcangelo

### Tserkvas ucraine
• Potelyč-Cerkva della Discesa dello Spirito Santo
• Žovkva-Cerkva della Santa Trinità
• Rohatyn-Cerkva della Discesa dello Spirito Santo
• Drohobyč-Cerkva di San Giorgio
• Užok-Cerkva della Sinassi di San Michele Arcangelo
• Matkiv-Cerkva della Sinassi della Beata Vergine Maria
• Jasynja-Cerkva dell'Ascensione di Nostro Signore
• Nižnij Verbiž-Cerkva della Natività della Beata Vergine Maria

## Storia
Le cerkvas furono costruite tra il 16° ed il 19º secolo da alcuni fedeli di comunità ortodosse e greco-cattoliche.

## Architettura
Le cerkvas sono state costruite con la tecnica dei tronchi di legno disposti orizzontalmente con una complessa giunzione degli angoli e presentano un ottimo esercizio della carpenteria. Sono state edificate su assi di legno piazzate su fondamenta di pietra. I cimiteri ed i campanili, a volte distanziati delle cerkvas, sono racchiusi in un perimetro intorno ad esse tramite muri, staccionate, cancelli, ecc. circondati da alberi.

### L'esterno
Le cerkvas sono un ottimo esempio di intreccio tra tradizioni locali e lo stile ecclesiastico ortodosso di cui presentano molte caratteristiche. Costituiscono una dimostrazione molto significativa dell'edilizia ortodossa dei paesi slavi dove il legname era molto utilizzato per costruire. Il materiale usato per costruirle, infatti, sono i tronchi di legno ed il tetto ed i muri sono coperti di tegole dello stesso materiale. In genere le cerkvas hanno una pianta tripartita, campanili, cupole piramidali, lanterne, ed altre caratteristiche che le rendono conformi alla liturgia orientale.
In prossimità delle cerkvas ci sono spesso anche torri campanarie, cimiteri, corpi di guardia, ecc.

### L'interno
Le cerkvas presentano molti elementi decorativi tipici delle chiese ortodosse all'interno tra cui iconostasi, e persino affreschi dipinti direttamente sul legno.